# عبد العزيز توفيق
عبد العزيز توفيق (من مواليد 24 مايو 1986 في عزبة الجزيرة مركز كفر صقر محافظة الشرقية بمصر)، لاعب كرة قدم مصري. بدأ باللعب مع منتخب مصر لكرة القدم في عام 2008، وهو الشقيق الأكبر للاعب نادي بيراميدز الحالي أحمد توفيق، والشقيق الأكبر للاعب نادي الأهلي الحالي أكرم توفيق.

## روابط خارجية
- عبد العزيز توفيق على موقع الاتحاد الدولي (مؤرشف)  (الإنجليزية)
- عبد العزيز توفيق على موقع قاعدة بيانات كرة القدم.إي يو (الإنجليزية)
- عبد العزيز توفيق على موقع ناشيونال فوتبول تيمز (الإنجليزية)
- عبد العزيز توفيق على موقع Soccerway.com (الإنجليزية)
- عبد العزيز توفيق على موقع كووورة